# デポルティーボ・カリ
アソシアシオン・デポルティーボ・カリ（スペイン語: Asociación Deportivo Cali）は、コロンビア第三の都市であるカリを本拠地とするサッカークラブである。2022シーズンはカテゴリア・プリメーラAに所属。

## 歴史
1912年11月23日、ヨーロッパから帰国した学生達によってカリFC（Cali Football Club）が結成され、ほどなくデポルティーボ・カリと改名。
1948年に創設された国内プロサッカーリーグに初年度から参加。
コパ・リベルタドーレスには1968年に初出場を果たした。同大会には2016年までに20回出場しており、最高位は1978年と1999年の準優勝である。1978年にはコロンビアのクラブとして初めて決勝に進出した。この時はアルゼンチンのボカ・ジュニアーズに2試合合計0-4で敗れた。1999年にも決勝に進出したが、ブラジルのパルメイラスにPK戦の末に敗れた。

## ライバル

### アメリカ・デ・カリ
同じカリを本拠地とするアメリカ・デ・カリとの対戦は、クラシコ・バジェカウカーノ（Clásico Vallecaucano、バジェ・デル・カウカ県ダービー）またはクラシコ・カレーニョ（Clásico Caleño、カリダービー）と呼ばれる。最初の対戦は1931年の地域選手権の決勝で、カリFC（現デポルティーボ・カリ）が1-0でアメリカ・デ・カリに勝利した。コロンビア最古のダービーマッチである。

### ミジョナリオス
1960年代から1970年代にかけて、両クラブは国内リーグにおいて熾烈な優勝争いを繰り広げていたことから、ミジョナリオスとデポルティーボ・カリの対戦はスーペルクラシコ（Superclásico）と呼ばれていた。その後、他クラブの台頭などもあり勢力図は変わっていった。現在では、両クラブの対戦はクラシコ・アニェホ（Clásico Añejo、年季の入ったダービー）と呼ばれており、ローカルダービー以外ではコロンビアにおいて最も古いライバル関係と見なされている。

### インデペンディエンテ・メデジン
両クラブに地域的なライバル関係はないが、1912年創設のデポルティーボ・カリと、1913年創設のインデペンディエンテ・メデジンというコロンビアで最も歴史のあるクラブ同士の対戦であることから、クラシコ・デ・デカーノス（Clásico de Decanos、長老ダービー）と呼ばれる。

## タイトル

### 国内タイトル
- カテゴリア・プリメーラA:10回
  - 1965, 1967, 1969, 1970, 1974, 1995-96, 1998, 2005-II, 2015-I, 2021-II
- コパ・コロンビア:1回
  - 2010
- スーペルリーガ・コロンビアーナ:1回
  - 2014

### 国際タイトル
なし

### 地域タイトル（アマチュア）
- カンペオナート・デパルタメンタル：8回
  - 1927, 1928, 1929, 1930, 1931, 1934, 1935, 1936

## 現所属メンバー
2025年3月21日 現在
注：選手の国籍表記はFIFAの定めた代表資格ルールに基づく。
| No. | Pos. |            | 選手名                              |
| --- | ---- | ---------- | ----------------------------------- |
| 1   | GK   | コロンビア | アレハンドロ・ロホ                  |
| 3   | DF   | コロンビア | フアン・セバスティアン・キンテロ () |
| 5   | MF   | コロンビア | ラファエル・ブスタマンテ            |
| 6   | MF   | コロンビア | ビクトル・メヒア                    |
| 7   | MF   | コロンビア | ハルラン・バレーラ                  |
| 8   | FW   | コロンビア | ファビアン・カスティージョ          |
| 9   | FW   | ウルグアイ | エミリアーノ・ロドリゲス            |
| 10  | MF   | コロンビア | ハビエル・レイナ                    |
| 11  | MF   | コロンビア | アンドレイ・エストゥピニャン        |
| 12  | DF   | コロンビア | ホセ・カルデラ                      |
| 13  | DF   | コロンビア | フアン・カミーロ・アングロ          |
| 14  | DF   | コロンビア | ブランドン・モリーナ                |
| 15  | MF   | コロンビア | ジョン・バレイロ                    |
| 16  | DF   | ウルグアイ | グスマン・コルーホ                  |
| 17  | FW   | コロンビア | フアン・マヌエル・アランゴ          |
| 18  | FW   | コロンビア | フアン・カミーロ・カンティージョ    |

| No. | Pos. |            | 選手名                       |
| --- | ---- | ---------- | ---------------------------- |
| 21  | DF   | コロンビア | フランシスコ・メサ           |
| 22  | GK   | ウルグアイ | ガストン・グルセアガ         |
| 23  | MF   | コロンビア | ジャン・コロラド             |
| 26  | DF   | コロンビア | ジュリアン・ゴメス           |
| 27  | DF   | コロンビア | ファビアン・ビアファラ       |
| 28  | MF   | コロンビア | ジャン・フランコ・カベサス   |
| 30  | MF   | コロンビア | ジェイソン・ゴルディージョ   |
| 31  | DF   | コロンビア | ハイデル・モレノ             |
| 33  | FW   | コロンビア | セバスティアン・ガリンド     |
| 35  | FW   | コロンビア | クリスティアン・アロミア     |
| 36  | FW   | コロンビア | クレイトン・クエジャル       |
| 38  | GK   | コロンビア | アレハンドロ・ロドリゲス     |
| 42  | DF   | コロンビア | イサーク・ベネシア           |
| 44  | DF   | コロンビア | クリスティアン・グラシアーノ |
| 46  | FW   | コロンビア | ジョン・カバル               |
| 80  | MF   | コロンビア | ダイロン・バレンシア         |

## 歴代監督
- カルロス・ビラルド 1976-1979
- レイナルド・ルエダ 1997-1998
- チェチェ・エルナンデス 1998-2000
- ルーベン・ダリオ・インスア 2011-2012
- レオネル・アルバレス 2012-2014
- エクトル・カルデナス 2012, 2014
- マリオ・ジェペス 2016-2017

## 歴代所属選手
- マルティン・モレル
- ホセ・サンド
- ネストル・スコッタ
- アベル・アギラール
- アドルフォ・アンドラーデ
- ハイロ・アルボレダ
- ビクトル・ボニージャ
- ラファエル・サントス・ボレ
- エンリ・カイセド
- ミゲル・カレロ
- オスワルド・カレロ
- オスカル・コルドバ
- ワルテル・エスコバル
- アンドレス・エストラーダ
- カルロス・エストラーダ
- フランク・ファブラ
- エルマン・ガビリア
- テオフィロ・グティエレス
- ジョン・ケネディ・ウルタード
- ファリド・モンドラゴン
- フレディ・モンテーロ
- ルイス・ムリエル
- エルキン・ムリージョ
- ジェイソン・ムリージョ
- アルマンド・オスマ
- エーベル・パラシオス
- エリベルトン・パラシオス
- オスカル・パレハ
- アンドレス・ペレス
- ジョン・ウィルマール・ペレス
- ハロルド・プレシアド
- ホルヘ・ラミレス・ガジェゴ
- ベルナルド・レディン
- ハミルトン・リカルド
- ネルソン・リバス
- ウーゴ・ロダジェガ
- アンヘル・マリア・トーレス
- カルロス・バルデラマ
- カミロ・バルガス
- マリオ・ジェペス
- クリスティアン・サパタ
- ブラス・ペレス
- ロベルト・フェルナンデス
- フアン・カスティージョ
- ラファエル・ドゥダメル